# Canal de Chacao
El canal de Chacao es un canal ubicado en la región sur de Chile que separa la costa suroeste del continente americano de la costa norte de la isla Grande de Chiloé, uniendo el golfo Coronados con el golfo de Ancud. Mide 14 nmi de largo en dirección media NW-SE entre las puntas Chocoi y Coronel. 
Administrativamente pertenece a la Región de Los Lagos: el lado norte está dividido entre las comunas de Maullín y Calbuco (provincia de Llanquihue) y el lado sur corresponde a la comuna de Ancud (provincia de Chiloé). La comunicación vial entre ambas orillas se efectúa mediante un servicio de transbordadores que unen las localidades de Pargua en el continente y Chacao en la Isla Grande.
El marino español Francisco de Ulloa, en 1553, fue el primer europeo en reconocer este canal.

## Recorrido
Mapa del canal
Corre entre la costa suroeste de la provincia de Llanquihue y la costa norte de la isla Grande de Chiloé, comunicando el golfo Coronados con el sector NW del golfo de Ancud. Mide 14 nmi de largo en dirección general NW-SE entre las puntas Chocoi y Coronel.
Su entrada oeste está entre la punta Chocoi por el lado norte y la punta Guapacho por el sur. Su entrada este está entre la punta Coronel por el lado norte y la punta Tres Cruces por el lado sur. Su ancho varía entre poco más de 1 nmi en la zona de las rocas Remolinos hasta 2½ nmi entre las puntas Lenqui y Pugueñún.
Por su profundidad puede ser navegado por naves de gran porte y calado. El practicaje es obligatorio para todas las naves extranjeras. En el sector oeste del canal se encuentran el bajo Campana, formado por conchuela y arena gruesa que descubre en bajamar, el bajo Colo-Colo con solo 2,7 metros de agua en bajamar señalizado por un faro automático y el bajo España de arena, piedra y piedrecilla en el que se sondan 7 metros de agua en bajamar de sicigias. Su nombre fue dado por el acorazado español que en 1920 tocó fondo en él.
En el lado sur del track de navegación recomendado y en el sector oeste del canal se encuentran los siguientes peligros: bajo Young con 6 metros de agua encima, roca Topacio, se sonda 4 metros sobre ella, rocas Amazonas, con 5 metros de agua, bajo Knoll y las rocas Guillermo y Müller, bajo Zenteno con 10 metros de agua encima, banco Inglés con profundidades de 5 y 8 metros de agua.

## Geología y orografía
Formado después de la retirada de los hielos en la última glaciación (glaciación de Llanquihue) y posterior irrupción del océano Pacífico, el aspecto de la ribera norte difiere profundamente de la ribera sur. Las tierras  de la costa norte o continental son altas y escarpadas. Las de la isla Grande de Chiloé son de altura moderada, altura que asciende de oriente a poniente. Su aspecto varía entre el bosque sombrío y los predios cultivados. Se divisan algunos villorrios, caseríos y viviendas. 
El canal es profundo y lo pueden navegar naves de gran porte y calado. En los meses de febrero, marzo y abril suelen encontrarse densos bancos de niebla. Dentro del canal hay tres islas; de oeste a este son Doña Sebastiana, Cochinos y Lacao.

## Climatología
Entre los meses de abril y diciembre, prevalecen fuertes lluvias y vientos que contrastan con la zona geográfica en la que esta se encuentra, sin embargo, entre enero y marzo, se puede disfrutar de un clima más templado, gracias a la estación que predomina en este período (verano). En las vecindades de la Picuta de Carelmapu suele encontrarse a veces densos bancos de neblina. Estos son más frecuentes en los meses de febrero, marzo y abril.

## Oceanografía
Las mareas y corrientes son la mayor preocupación del navegante por su extrema intensidad. Durante las sicigias presentan el aspecto de un río correntoso con violentos remolinos y escarceos. Varían entre los 3 y 9 nudos en el arrecife Remolinos.

## Flora y fauna
Entre los árboles más importantes pueden citarse el roble, el ulmo, el laurel, el ciruelillo y el avellano; estos dos últimos apropiados para la construcción de muebles finos. El alerce, apto para la construcción de edificios y muy apreciado por su propiedad de resistencia a la humedad. El mañío, el tepú, el tique, el pelú y la luma, esta última notable por su dureza.
En las zonas habitadas hay especies frutales introducidos desde Europa, tales como: el manzano, el cerezo, el peral, el ciruelo y el grosellero que se ha extendido en forma notable.
En cuanto a cereales y hortalizas introducidas, se cultiva algo de trigo, centeno, nabo, zanahoria y beterraga. Por último, está la papa, nativa de estos canales y cuyo cultivo está muy extendido por constituir la base de la alimentación del pueblo chilote.
La fauna silvestre tiene pocos representantes entre los mamíferos: el pudú, el zorro y diversos roedores semejantes a ratones. Entre los animales domésticos destacan los corderos, cabras y los cerdos. Las aves de corral son variadas: pavo, ganso y pato.
Los peces y mariscos son abundantes. Entre los primeros citaremos: la corvina, el róbalo, el pejerrey, el congrio, la sierra y el lenguado. 
El marisco es muy variado y de calidad sobresaliente: la ostra, los choros, cholgas, locos, picorocos, erizos, machas, tacas, lapas, piures, navajuelas, quilmahues y caracoles.

## Historia
La región se cree que estuvo habitada desde hace unos 6000 años por indígenas que llegaron por vía terrestre desde el centro de Chile y que mediante embarcaciones pasaron a la isla Grande de Chiloé. Hay otros que postulan que el arribo se produjo desde el sur a través del istmo de Ofqui.
Los vestigios humanos más antiguos están fechados en 5000-6000 años y se encontraron bajo una vivienda en Puente Quilo en la comuna de Ancud. Estos primeros indígenas, que poblaron hasta el golfo de Penas, son conocidos como chonos, pueblo extinguido por el hombre blanco a fines del siglo XVIII.

## Descripción costa norte

### Punta Chocoi
Mapa de la punta
Sus coordenadas según el Derrotero son: L:41°45’00” S. G:73°46’00” W. Constituye la punta NW de la entrada oeste del canal. De conformación rocosa, está atravesada por un túnel visible desde el mar que ha abierto el oleaje.
Cercana a ella se encuentra el pequeño islote Chocoi y como a 3 cables al SSE los islotes Campana Grande y Campana Chica.

### Isla Doña Sebastiana
Mapa de la isla
Localizada 1½ nmi al W de punta Chocoi. De relieve irregular presenta en sus extremos NW y SE dos cumbres separadas por una hondonada. La cumbre del NW mide 48 metros de alto y es la más elevada de la isla. Sus costas son sucias y batidas por el oleaje del océano. En su costa oriental hay una playa de arena donde puede desembarcarse con buen tiempo. En la costa SW hay otra pequeña caleta abordable en muy contadas ocasiones. 
En las puntas SE y SW hay instalados sendos faros automáticos. Al 132° y a 7 cables del faro de la punta SW se encuentra hundido el buque liberiano Andros Coral que constituye un peligro para la navegación. Desde el extremo oriental de la isla se extiende hacia el SE el bajo Campana por casi media milla ocupando un tercio del ancho del paso Chocoi.
La isla estuvo habitada por varias familias durante el siglo XX, pero fue despoblándose en forma gradual hasta que en la década de 1990 quedó un solo habitante, que fue asesinado el año 2012.

### Paso Chocoi
Corre entre la punta Chocoi y el lado oriental de la isla Doña Sebastiana. Tiene 1½ nmi de ancho y 12 a 29 metros de profundidad entre la punta Chocoi y el bajo Campana.
Las corrientes de marea son de bastante intensidad, entre 4 a 6 nudos. Recomendable solo para buques pequeños pero con suficiente poder de máquina.

### Punta Picuta de Carelmapu
Localizada 2½ nmi al ESE de la punta Chocoi. Es un peñasco escarpado notable de 60 metros de alto. Media milla al oeste de esta punta se encuentra otra llamada Falsa Picuta.

### Bajo España
Mapa del bajo
Ubicado a la cuadra de la aldea de Carelmapu. Es un banco de arena, piedra y piedrecillas en el que se sondan 7 metros de agua en bajamar. La corriente vaciante tira hacia el SW y la creciente tira hacia el bajo. Su nombre se debe a que en 1920 el acorazado español España tocó en él.

### Rada Carelmapu
Emplazada entre la punta Picuta de Carelmapu y la punta Lenqui. Tiene 2 nmi de boca por ½ nmi de saco. En su boca hay un gran banco de arena y fango llamado banco Tacas que limita la navegación. En el ángulo NW de la rada se encuentra la aldea de Carelmapu de unas 50 casas.
La importancia de la rada consiste en ser una estación de balseo para cruzar el canal hacia Ancud y viceversa.

### Punta Lenqui
Mapa de la punta
Ubicada 2 nmi al este de la punta Picuta de Carelmapu. Tiene 20 metros de alto. Al este de la punta descarga el riachuelo Lenqui. En ella se levanta un faro automático.

### Punta Redonda
Sus coordenadas según el Derrotero son: L:41°45’42” S. G:73°37’30” W. Situada 2 nmi al este de punta Lenqui. Es escarpada y la más saliente de ese sector.

### Punta Astillero
Emplazada 1¼ nmi al ESE de punta Redonda. Escarpada y cubierta de vegetación. Al oeste vacía un riachuelo accesible para lanchas y botes.

### Punta Teresita
Localizada 2 nmi al ESE de punta Astillero. Escarpada. Existen cables eléctricos submarinos por lo que está prohibido la pesca y fondear en el lugar. Al oeste de la punta hay un faro eléctrico, faro Endesa.

### Rocas Remolinos
Situadas 6 cables al norte de la punta Remolinos. Es un arrecife de ⅓ nmi de extensión  No son tan peligrosas como podría pensarse por su ubicación e intensidad de la corriente, entre 9 y 10 nudos en la creciente.

### Punta Barranco
Ubicada 2 nmi al este de punta Teresita. Es un barranco acantilado muy característico. En su faldeo está instalado el faro Punta Barranco.

### Punta Coronel
Mapa de la punta
Situada 1½ nmi al ESE de punta Barranco. Tiene una altura de 25 metros, sin vegetación y notable por ser un barranco de color amarillento. Marca el extremo oriental del canal de Chacao en su ribera norte.

## Descripción costa sur

### Punta Guapacho
Mapa de la punta
Situada en el sector NE de la península Lacui. Señala el límite oeste de la costa sur del canal de Chacao. Con la punta Chocoi forman la entrada oeste del canal, esta boca mide 6 nmi de ancho.

### Península Lacui
Mapa de la península
Ubicada en el extremo NW de la costa norte de la isla de Chiloé. Mide 9 nmi de largo entre las puntas Guabún y Ahui por 3 nmi de largo en sentido N-S. 
Sus costas norte y oeste están abiertas al océano Pacífico, la costa este forma parte de la bahía de Ancud y en su costa sur se encuentra el golfo de Quetalmahue, que mide 5 nmi de largo. 
Sobre la costa norte se forma la bahía Guapacho que termina por el este en la punta del mismo nombre. En su lado este se encuentran la punta Corona, el puerto Inglés y las puntas Ahui y Arenas.

### Bahía de Ancud
Mapa de la bahía
Ubicada en la costa NW de la isla de Chiloé, en la ribera sur del canal de Chacao. Tiene una boca de 2 nmi entre la punta Ahui de la península Lacuy y la punta San Antonio al norte de la ciudad de Ancud.
Al fondo de su saco, en el lado oeste, abre el golfo de Quetalmahue.

### Punta Pugueñún
Mapa de la punta
Sus coordenadas según el Derrotero son: L:41°48’00” S. G:73°40’00” W. Es baja y de arena amarilla con algunas dunas. Hacia el oeste de la punta se encuentran las rocas Pugueñún y por el oriente se forma el pequeño surgidero de igual nombre. Útil para naves de pequeño porte. Alrededor de las rocas Pugueñún se encuentran algunos bancos y escollos y los bajos Capilla y Doce de Octubre.

### Punta Espolón
Mapa de la punta
Ubicada 2 nmi al ESE de la punta Pugueñún. Es una larga restinga de arena separada de la isla Lacao por el canal Caulín.

### Isla Lacao
Mapa de la isla
Localizada 3 cables al NE de la punta Espolón. Mide 1 nmi de largo en dirección N-S por 4 cables de ancho. Desde su extremo norte, que es un barranco de 15 metros de alto, se extienden hacia en WNW y el ENE una restinga de 17 cables de largo.

### Canal Caulín
Mapa del canal
Fluye entre las costas este y sur de la isla Lacao y la costa norte de la isla de Chiloé. En pleamar parece un canal ancho pero en realidad es de proporciones reducidas. Es apto solo para botes.

### Punta Quetrelquén
Mapa de la punta
Sus coordenadas según el Derrotero son: L:41°48’00” S. G:73°36’00” W. Situada 12 cables al ENE del extremo norte de la isla Lacao. Escarpada, de 22 metros de alto. Al oriente de la punta hay una playa de arena buena para que se varen los botes.

### Puerto Elvira
Mapa del puerto
Situado 1 nmi al este de punta Quetrelquén en la costa norte de la isla de Chiloé. Es de tamaño reducido y no presta servicios al navegante porque ahí se encuentra ubicado un terminal de cables eléctricos submarinos. Está prohibida la pesca y el uso como fondeadero.

### Punta San Gallán
Mapa de la punta
Sus coordenadas según el Derrotero son: L:41°48’00” S. G:73°33’00” W. Localizada 2¼ nmi al este de punta Quetrelquén. Es muy notable. Tiene 45 metros de alto y varios árboles en su cima. Es muy escarpada y tiene un bloque de rocas de color claro muy visibles.

### Punta Remolinos
Mapa de la punta
Ubicada en la costa norte de la isla de Chiloé 7 cables al SE de punta San Gallán. Es limpia y las embarcaciones se pueden acercar a ella. En sus inmediaciones se forman numerosos remolinos.

### Punta Soledad
Mapa de la punta
Situada 1 nmi al SSE de punta Remolinos. Despide rocas ahogadas a corta distancia. Constituye la punta noroeste de la bahía Chacao.

### Bahía Chacao
Mapa de la bahía

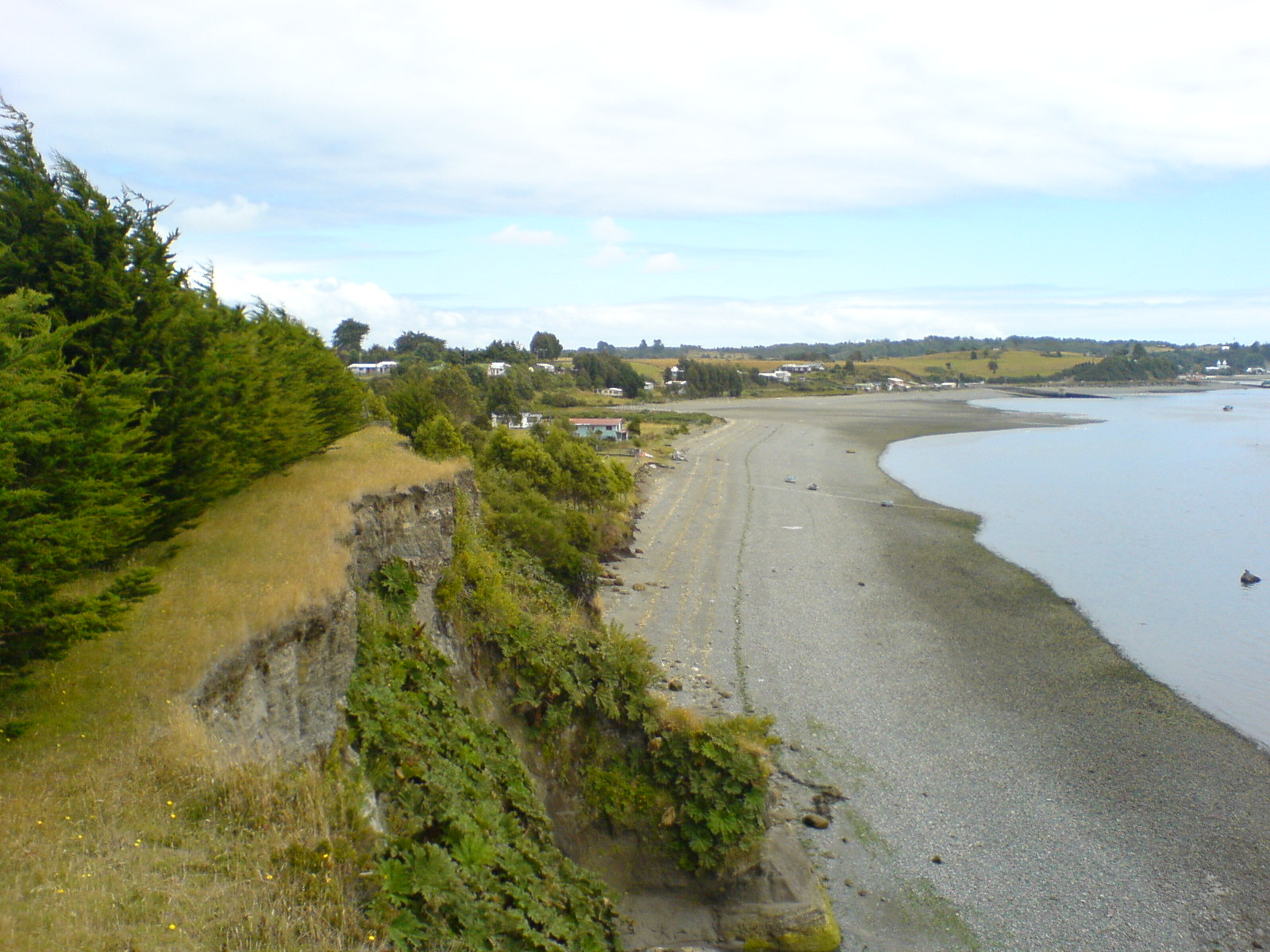
Playa de Chacao

Situada a 11 cables al SE de la punta Soledad. Tiene 10 cables de boca por 3 cables de saco. En el fondo de la bahía se encuentra la localidad de Chacao. En el muelle del poblado se alza un faro automático.

### Punta Tres Cruces
Mapa de la punta
Emplazada 2 nmi al ESE de punta Soledad en la costa norte de la isla Chiloé. Es de altura moderada y boscosa. En ella se levanta un faro automático. Es el límite este del canal de Chacao por su ribera sur.

## Puente de Chacao

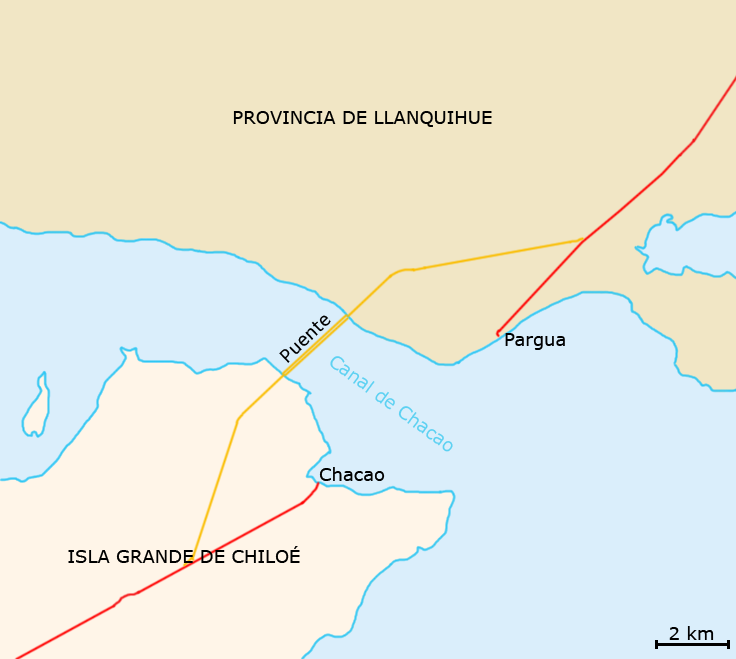
Mapa del proyecto del puente sobre el canal de Chacao.

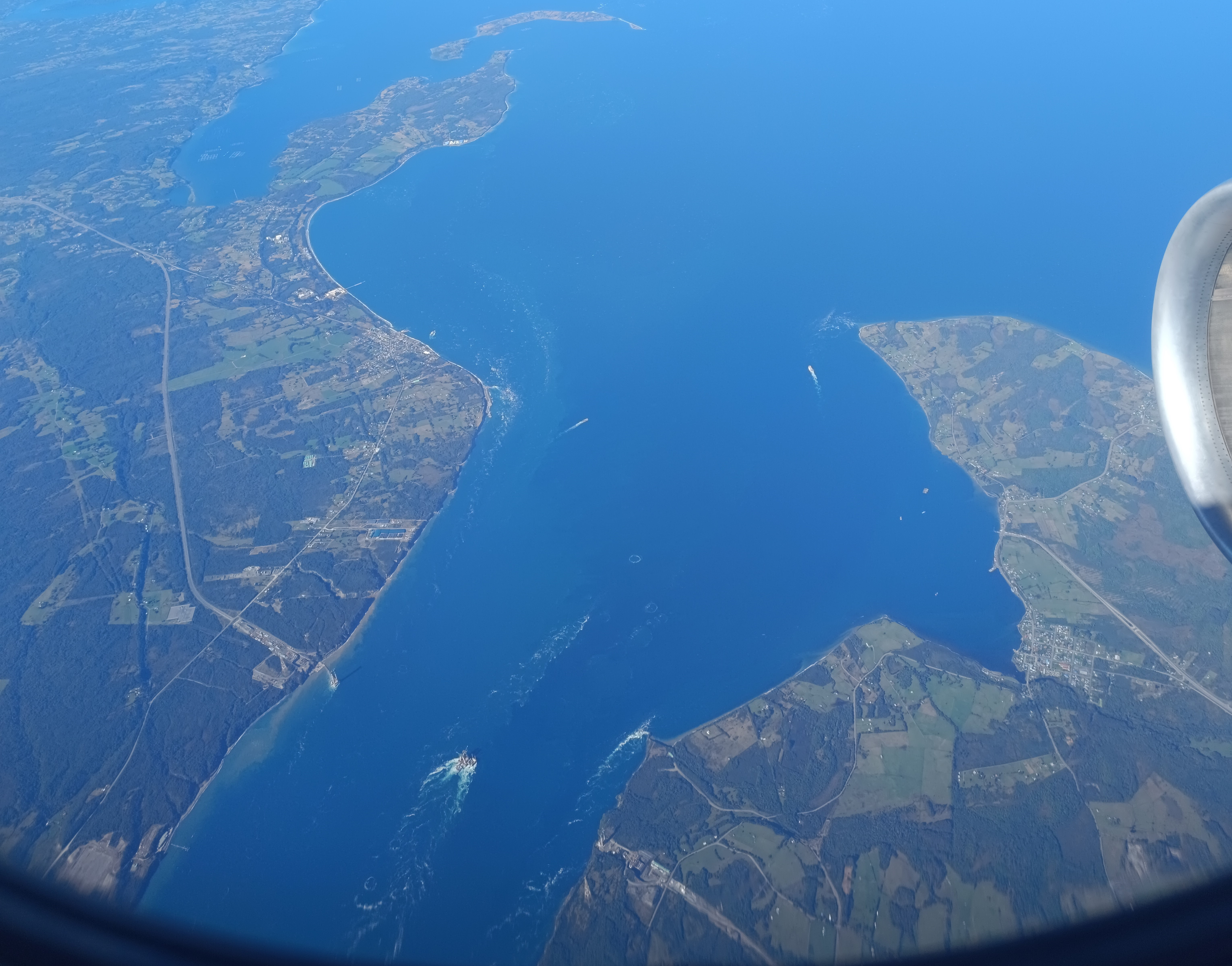
Vista aérea del Canal de Chacao, con los pilares del puente en 2024.

Existe un proyecto de construcción de un puente que unirá la Isla Grande de Chiloé con el territorio continental. La obra, concebida originalmente en la década de 1960, ha sido postergada en diversas ocasiones desde su anuncio a mediados de los años 90. 
Tras ser cancelado en 2006 por el gobierno de Michelle Bachelet, el proyecto fue reactivado por el gobierno de Sebastián Piñera en 2012 y adjudicado a un consorcio internacional en 2013. Múltiples atrasos en la ejecución de las obras han pospuesto la entrega del puente —originalmente estimada para 2020—, por lo que recién estaría listo en el año 2025.

## Energía mareomotriz
De acuerdo a estudios realizados por diferentes consultoras medioambientales y universidades, tanto nacionales como extranjeras, se ha estimado el potencial del canal para la generación de electricidad mediante el uso de la energía mareomotriz y undimotriz (olas). De acuerdo a un estudio elaborado por encargo del Gobierno de Chile y el Banco Interamericano de Desarrollo a la consultora Garrad Hassan, sitúa al canal de Chacao dentro de los lugares con mayor potencial del país para obtener energía eléctrica mareomotriz y undimotriz, contribuyendo así a la explotación de las energías renovables en Chile.